# A vendéglátás története
Napjainkban a világ legtermészetesebb dolga, hogy akinek szüksége van rá, az házon kívül is csillapíthatja éhségét. Az első éttermet Mathurin Roze de Chantoiseau 1765-ben nyitott meg Párizsban, a másodikat pedig Condé herceg szakácsa, a király fivéreinek főcukrásza, Antoine Beauvilliers 1782-ben. A történelem korábbi időszakaiban is volt lehetőség házon kívül étkezni.

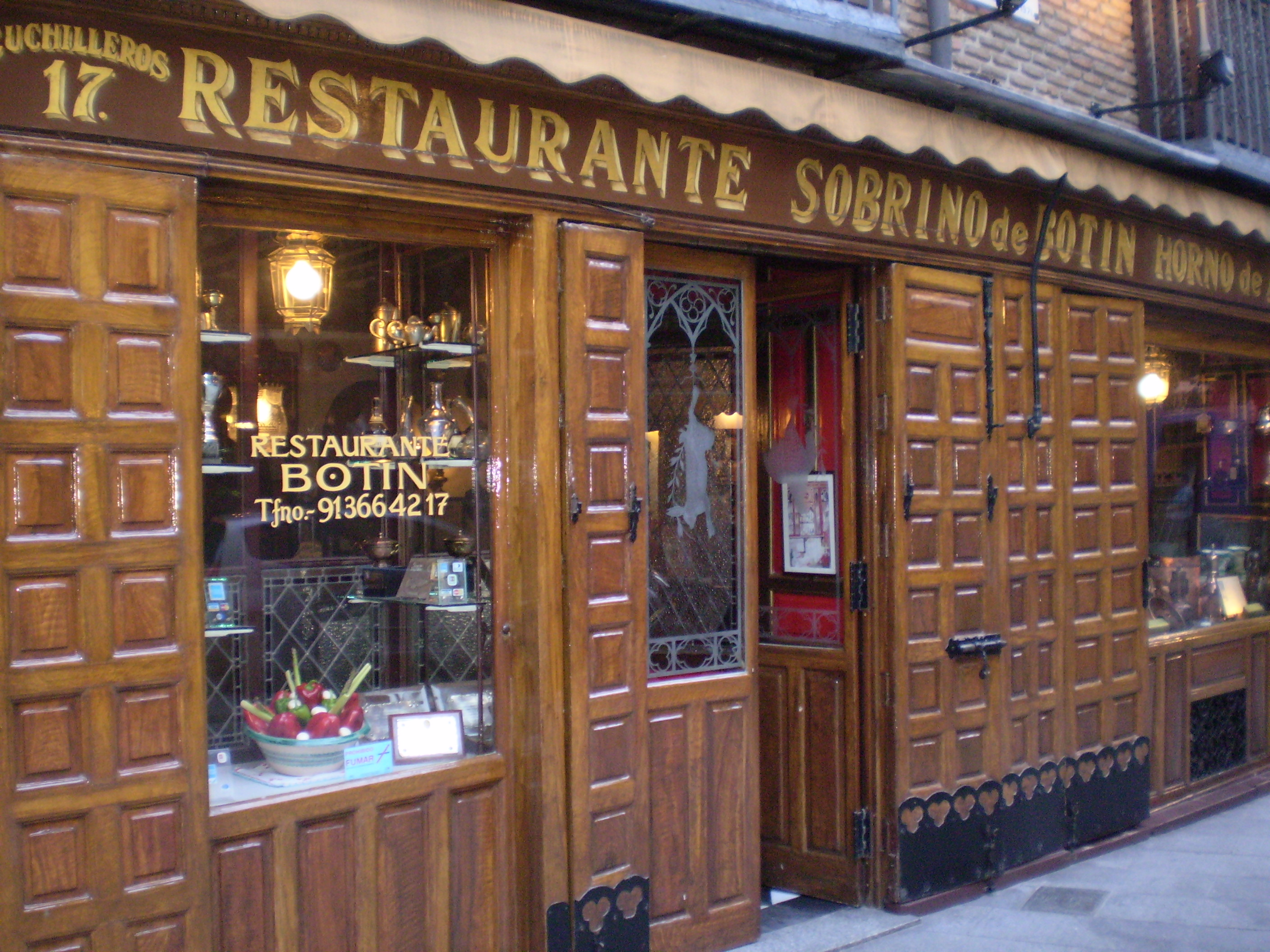
Éttermi portál Madridban

Zöldvendéglő – Temesvár, 1891.08.04

## Az előzmények

### Ókor

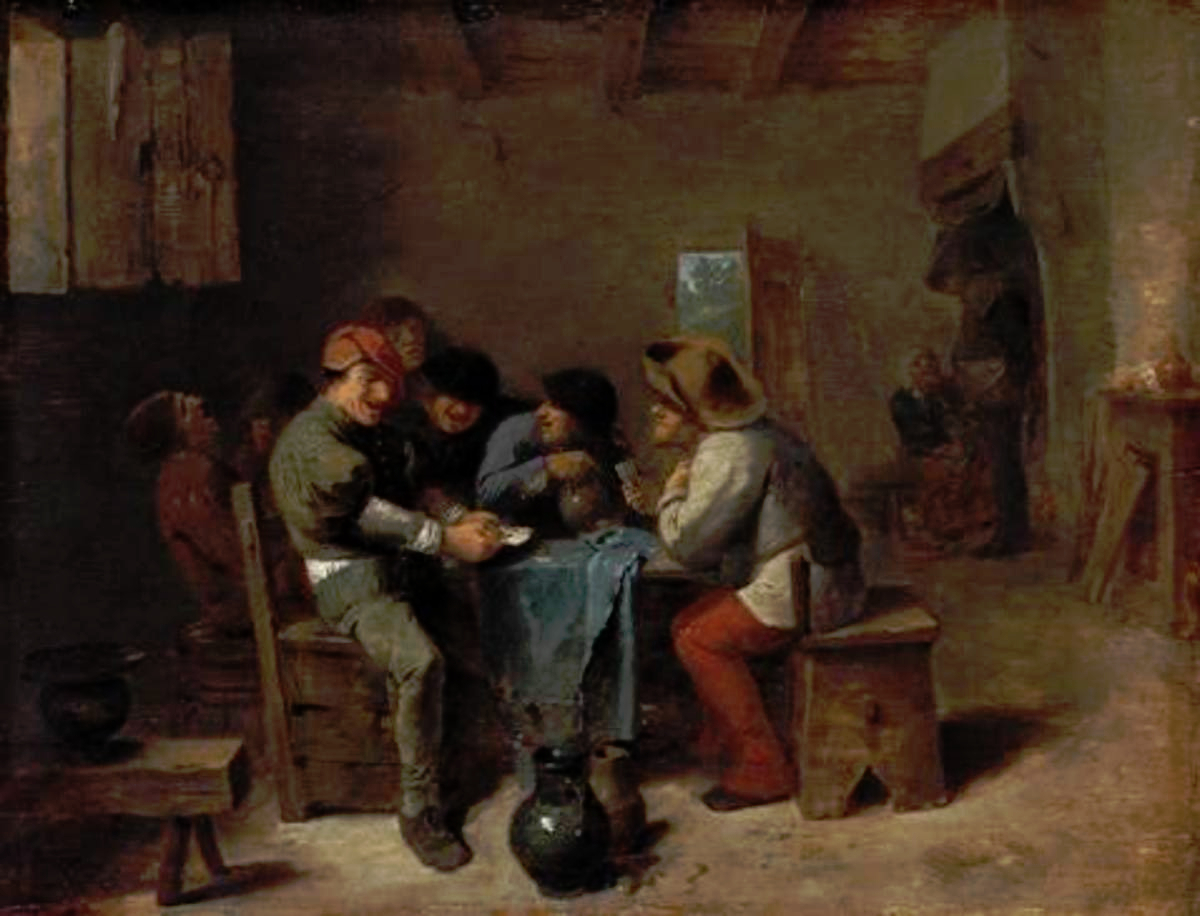
Kártyázók egy kocsmában. Adriaen Brouwer festménye, 17. század

Történetírók valószínűsítik, hogy a mai éttermek elődei: a falatozók, borozók és az utcai kifőzdék voltak. A kezdetekben nem fényűzésből, hanem szükségszerűségből keresték fel a vendégei. Az ókorban az evett házon kívül, aki kénytelen volt: nem volt konyhája, nem volt lakása, vagy nem volt pénze tüzelőre. Az ókori Athénban az utcai árusok erősen fűszerezett sültkolbászt borsó és babkását, töltött fügefalevelet, mézzel és szezámmal ízesített árpasüteményt kínáltak. Az antik Rómában a proletariátus meleget, meleg vizet csak a falatozóban szerezhetett. Ha nem volt lakásuk, többek az éjszakát is itt voltak kénytelenek eltölteni. Az időszámításunk szerinti 1950-es években a vulkáni hamuból kiásott Pompejiben 120 kocsmát, éttermet találtak. Ezek pultja az utcára nézett, ezenkívül konyhával, több étkezővel rendelkeztek. Az egyszerűbb vendégek székeken ültek. Az elit vendégek freskókkal díszített termeiben viszont már fekvőhelyek voltak. Sok étterem az üzlete elé állította ki finomságait. Ezek lehettek vad, libamáj, szárnyas, belsőség és tojásételek.

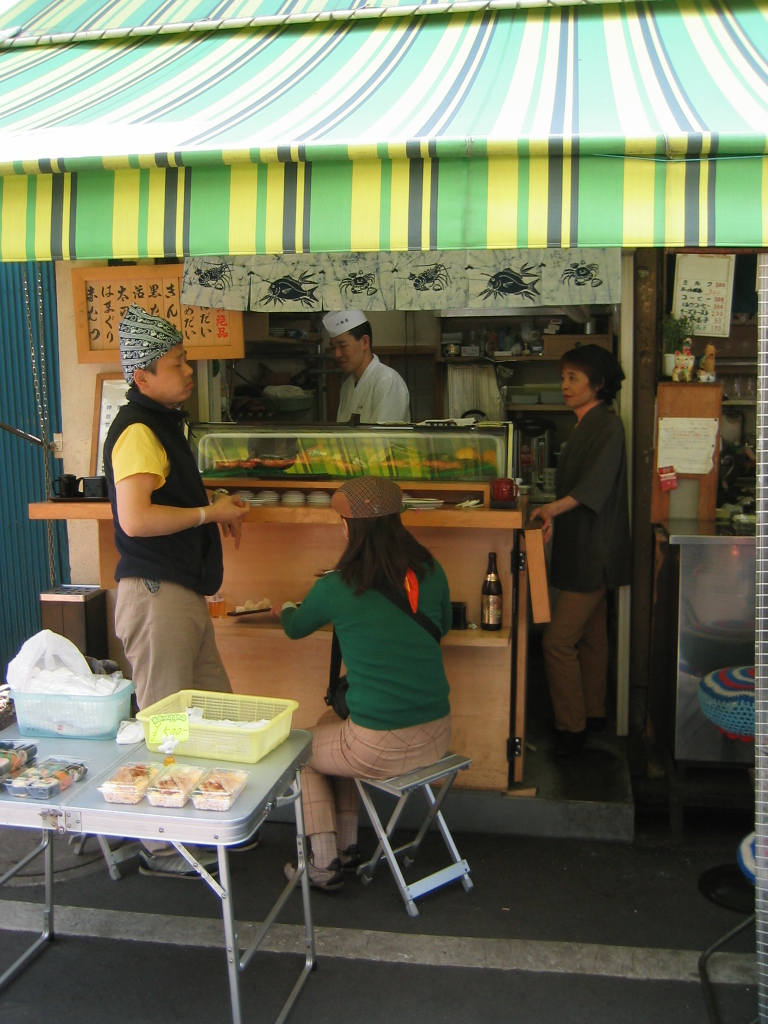
Utcai árusítás Japánban.

Az akkori éttermek tulajdonosainak nem volt jó hírük. Az éttermeknek az a része ahol a vendégek hódolhattak kulináris élvezeteknek később született meg Kínában. Ott a kezdetekben a piacokon lehetett rizsspecialitásokat gabonából készült ételeket, forró vizet venni. Az elmondottak értelemszerűen a szegény emberekre vonatkoztak. A császári udvarban közel 400 főből álló személyzet gondoskodott az uralkodó dinasztia étkezési finomságairól. Ezek azonban kölcsönhatásban voltak, mert minél változatosabb volt az udvari konyha, annál változatosabb ételeket kínáltak az utcai kifőzdék is. (Például: különböző leveseket, tésztát hússal, zöldséggel.

### Középkor
Az ételek többségét a 12. században már manufaktúrákban készítették. A fogyasztás helyén sok esetben csak melegítették. A következő évszázadban vendéglők, teázók, éttermek, tésztásstandok, leveskonyhák, cukrászdák várták a vendégeiket. Voltak reggelizők és éjjel is nyitva tartó vendéglátóipari egységek. Németország első virslistandja a 12. században nyitotta meg kapuit Regensburgban. A város kőhídjának építésekor az ideözönlő munkások család és edény híján az itt kínált fűszerezett kolbászokkal voltak kénytelenek beérni.
A kora középkorban a fogadókat felkereső utazók többnyire azt fogyasztották, mint a háziak. Rotterdami Erasmus feljegyzéseiből képet kaphatunk kora konyhaművészetéről. A „tesztevő” szerint órákat kellett várni az asztali örömökre, melyet pirított kenyérdarabokkal szervírozott húslevesek, pörköltek, s végezetül a sültek jelentették. A várakozás kellemessé tétele miatt kenyeret és házi borokat szolgáltak fel. Ekkoriban Európában még nem volt éttermi kultúra. Kis helyeken csak egy fogadó volt. Goethe 300 évvel később az évszázad vívmányaként könyvelte el, hogy étlapból rendelhet.

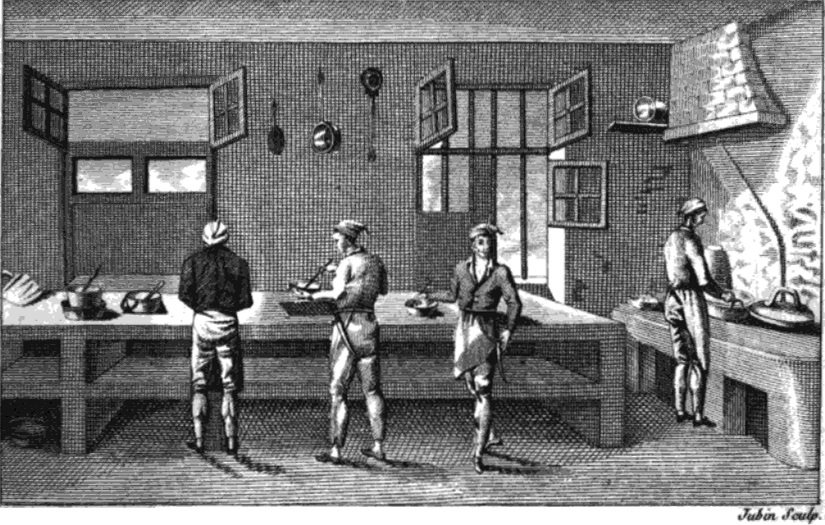
Konyha 1789 körül Párizsban

A konyhaművészet hazájában, Franciaországban az 1789-es forradalom után jöttek létre a mai értelemben vett éttermek.

### Újkor
A francia forradalommal nemcsak az abszolutizmus ért véget, hanem egy igazi éttermi kultúra kialakulásának az előfeltételei is megteremtődtek. A polgári jogok ugyanis a konyhai örömökre is vonatkoztak. Ebben az időben sok képviselő érkezett a fővárosba (Párizsba), akik meglehetősen szerény körülmények között laktak, ezért szükségük volt olyan kellemes helyekre, ahol a kollégáikkal találkozhattak, étkezhettek.
Továbbá fontos hajtóerő volt, hogy a forradalom eltörölte a régi céhjogot, ami behatárolta a készételek árusítását. A legfontosabb az volt, hogy a nemesi háztartások megszűnésével felszabaduló munkaerő is rendelkezésre állt. Gyakran az emigrációba vonult volt gazdájuk házában, annak összeszokott konyhai személyzetével alakították ki az új szervezetüket. Ha valakit, esetleg kihagytak volna, az bosszút forralva saját éttermet nyitott.
1789-ben alig 100 étterem volt Párizsban, addig tíz évvel később már kb. 5-600 db. A konkurencia felélénkíti az üzletet illetve azok kínálatát. A konyhaművészeik olyan főzési stílust és pompát alakítottak ki, amellyel saját háztartásaikban sem tudtak a jómódú polgárok lépést tartani. Ezért ment étterembe az, aki jobbat akart enni, mint otthon. Erre az időszakra esett a modern francia konyha első szakasza, melyet a pompa, a bőség és a magas színvonal jellemzett.
Az étterem elnevezést Boulanger nevű francia erőleveseket kínáló kifőzdéjének köszönhetjük. 1775-ben egy évkönyv sorolja fel a kor éttermeit, akik igazi leveseket, ezenkívül minden fajta krémet, leveseket rizzsel vagy tésztával, tojást, makarónit, csirkét, kandírozott gyümölcsöt, kompótot és más étvágygerjesztő ételeket szolgáltak fel. Abban az időben a kötött árak és a bármely napszakban történő fogyaszthatóság voltak az éttermek kritériumai. Ide hölgyek is beléphettek, az angol klubokkal szemben. Az éttermekben megszabadulhattak a középkor szigorú etikettjétől és mindenfajta kényszer nélkül hódolhattak az asztali örömöknek. Lehetett csámcsogni és kézzel enni. Hiszen mindezért fizettek. Már akkor is előfordult, hogy valaki az egész havi konyhapénzét otthagyta a kulináris örömökért. A magas díjszabás csak az igazán előkelő éttermekre voltak érvényesek. Más szálláshelyeken ennek töredékéért is lehetett étkezni.

## A hazai vendéglátás rövid története
De mi ez? sír... halál... hova nem vetődtem!

Nem csoda különben, mert rom van előttem.

Nem váromladék ez. Csárdának romjai.

Hanem hiszen azt az idő nem keresi:

Mely'k milyen épület? vár-e avvagy csárda?

Ennek is, annak is reálép falára;

S hova az idő lép, omlik, ha kő, ha vas,

És neki semmi nem alacsony, nem magas.

Petőfi Sándor: A csárda romjai (részlet)

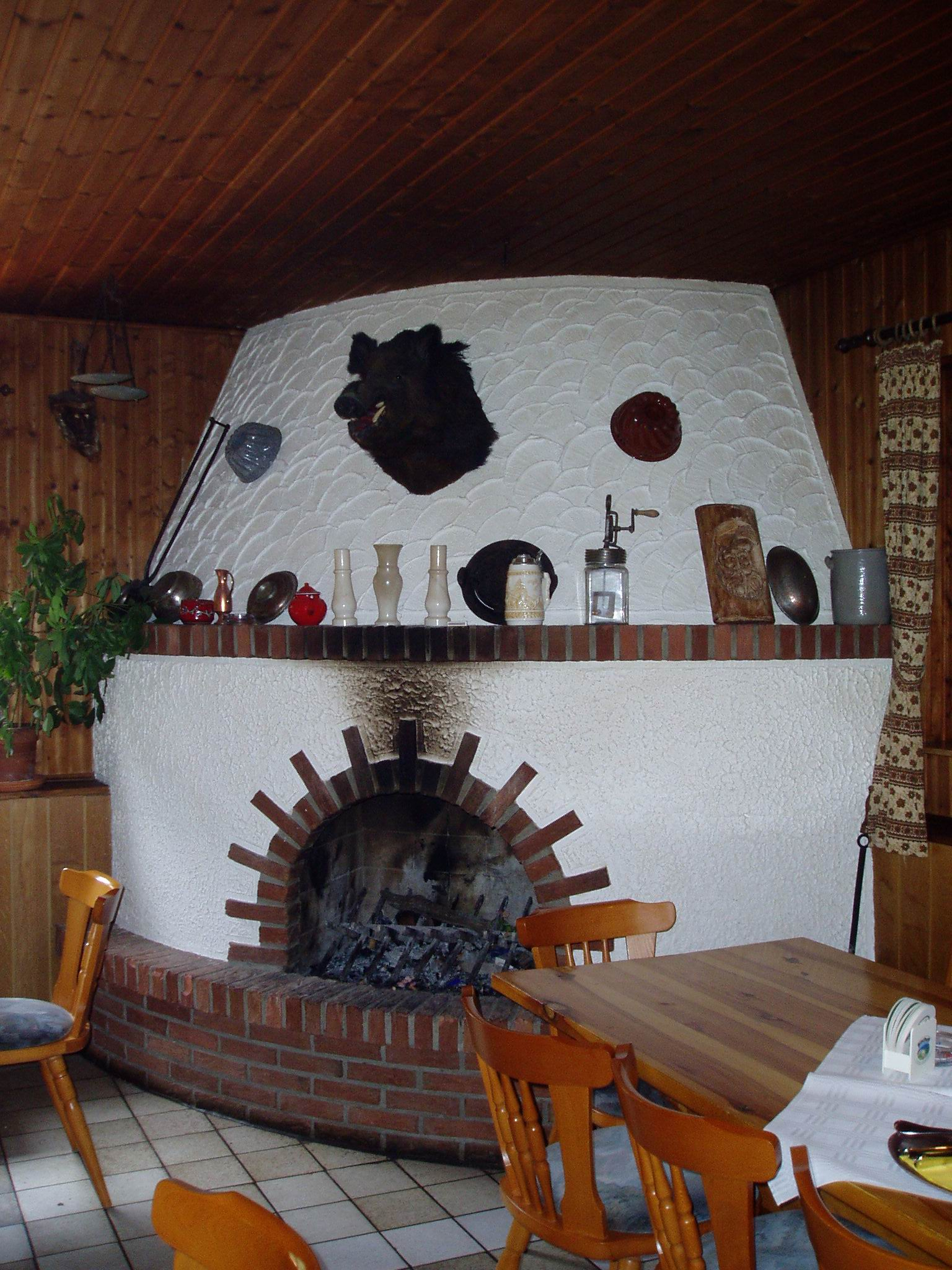
A múltra emlékeztető, hangulatos étterem sarok

- A vendéglátás legrégibb emlékei a rómaiak által létesített postaállomások.
- Aquincum, mint közigazgatási központ, kikötő gyógyhely, kereskedelmi csomópont.
- Konyha- és cukrászművészet a honfoglalás előtti időkre nyúlik vissza. (juhnyáj, ménes, kancatej, bogrács)
- A letelepedő életmód az eszközök fejlődését hozta, az ételek körének bővülését eredményezte. (köles, árpa, búza)
- 12. századtól terjedt el a káposzta termesztése. Ekkor már ismert a dinnye, füge, szilva, kökény, szőlő, szelídgesztenye.
- Legrégibb magyar fogadóról szóló írásos emlékek 1279-ből, Esztergomból valók.
- Mátyás király udvara. (sajt, fűszer, déligyümölcs)
- Török uralom. (kukorica, kávé, dohány, paprika, paradicsom, burgonya)
- 16. századi szakácskönyv. (hal, vad, gomba, fűszerfélék)
- Habsburgok uralkodása. (főzeléknövények, rántott hús, mártások)
- A konyhát forradalmasította a zsíron enyhén pirított hagyma és fűszerpaprika felhasználása.
- A vendéglátás, szállodaipar és a szakács szakma jelentős egyéniségei ebben a korban: Gundel János és fia Gundel Károly, Marenchich Ottó, Marchal József, Csáky Sándor.
- 1884 Gerbeaud Emil. (Cukrászat gépesítése, teasütemény-fajták)
- Az 1885. évi Országos Kiállításon Dobos C. József bemutatja új kreációját a Dobostortát, a világon elsőként alkalmazva a vajkrémet a torta elkészítéséhez.
- Elterjedt a kávé, tea, kakaó reggeli fogyasztása.
- Meghonosodott az uzsonna.
- Kávéházak az értelmiségi réteg kedvelt találkahelyei.
- 1945 után államosítás.
- Munkahelyi vendéglátás megindulása.
- 1980 után privatizáció és a külföldi tőke beáramlása.

### Ajánlott irodalom
- Magyar Márton (szerk.): Segédanyag a (magyar) vendéglátás története c. szakmai alternatív tantárgy oktatásához (I-II. kötet). Bp: BGF-KVIFK, 2004. május
- Draveczky Balázs (Balázs mester, az asztali örömök historikusa): Híres emberek kedves ételei. Bp: Szerzői Kiad., 2003. 115 p.
- Brillat-Savarin: Az ízlés fiziológiája – Eszencia. Bp: Szeleczky Art Management Kft, 2005. 199 p.
- Szeleczky Arnold: Ínycsiklandó: Gasztronómiai fogalomtár. Csemegéző a terített asztal művészetéből. Bp: Magyar Vendéglátók Ipartestülete, 2003. 207 p.
- Draveczky Balázs (Balázs mester az asztali örömök historikusa): Történetek terített asztalokról és környékükről. Budapest: Pallas Stúdió, 2002. 248 p.
- Draveczky Balázs: Bagolytüdő és articsóka. Budapest: Pallas Stúdió, 2001. 128 p.
- Draveczky Balázs (Balázs mester az asztali örömök historikusa): Újabb történetek terített asztalokról környékükről. Budapest: Pallas Stúdió, 2000. 240 p.
- Lakó Elemér (szerk.): Bornemissza Anna szakácskönyve 1680-ból. Bukarest: Kriterion, 1983. 285 p.